# Источни Тимор на Светском првенству у атлетици на отвореном 2013.
Источни Тимор је учествовао на Светском првенству у атлетици на отвореном 2013. одржаном у Москви од 10. до 18. августа други пут. Репрезентацију Источног Тимора представљао је један такмичар који се такмичио у трци на 800 метара.,
На овом првенству Источни Тимор није освојио ниједну медаљу, али је Рибеиро де Карваљо остварио лични рекорд.

## Учесници
Мушкарци:
- Рибеиро де Карваљо — 800 м

## Резултати

### Мушкарци
| Атлетичар          | Дисциплина | Лични рекорд | Квалификације | Квалификације | Полуфинале           | Полуфинале           | Финале               | Финале       | Детаљи |
| Атлетичар          | Дисциплина | Лични рекорд | Резултат      | Место         | Резултат             | Место                | Резултат             | Место        | Детаљи |
| ------------------ | ---------- | ------------ | ------------- | ------------- | -------------------- | -------------------- | -------------------- | ------------ | ------ |
| Рибеиро де Карваљо | 800 м      | 2:06,26      | 2:04,74 ЛР    | 8. у гр 6     | Није се квалификовао | Није се квалификовао | Није се квалификовао | 45 / 45 (49) |        |